# Marcus Eugene Jones
Marcus Eugene Jones  (25 de abril de 1852 - 1934) foi um botânico e explorador norte-americano .